# Jordan Ferri
Jordan Ferri (Cavaillon, 12 marzo 1992) è un calciatore francese, centrocampista della Sampdoria.

## Caratteristiche tecniche
Centrocampista centrale con attitudine offensiva, bravo tatticamente e buona capacità di inserimento con e senza palla.

## Carriera
Ha esordito con l'OL in Ligue 1, il 12 dicembre 2012 nella partita interna, pareggiata 1-1 contro il Nancy, sostituendo al 30º di gioco Anthony Réveillère.
Il 7 agosto 2025 viene acquistato dalla Sampdoria, in Serie B.

## Statistiche

### Presenze e reti nei club
Statistiche aggiornate al 18 agosto 2025.
| Stagione           | Squadra            | Campionato         | Campionato | Campionato | Coppe nazionali | Coppe nazionali | Coppe nazionali | Coppe continentali | Coppe continentali | Coppe continentali | Altre coppe | Altre coppe | Altre coppe | Totale | Totale |
| Stagione           | Squadra            | Comp               | Pres       | Reti       | Comp            | Pres            | Reti            | Comp               | Pres               | Reti               | Comp        | Pres        | Reti        | Pres   | Reti   |
| ------------------ | ------------------ | ------------------ | ---------- | ---------- | --------------- | --------------- | --------------- | ------------------ | ------------------ | ------------------ | ----------- | ----------- | ----------- | ------ | ------ |
| 2012-2013          | O. Lione           | L1                 | 7          | 0          | CF+CdL          | 0+0             | 0               | UEL                | 3                  | 0                  | SF          | 0           | 0           | 10     | 0      |
| 2013-2014          | O. Lione           | L1                 | 29         | 3          | CF+CdL          | 1+1             | 0               | UCL+UEL            | 1+10               | 0+1                | -           | -           | -           | 42     | 4      |
| 2014-2015          | O. Lione           | L1                 | 35         | 1          | CF+CdL          | 2+1             | 0               | UEL                | 4                  | 1                  | -           | -           | -           | 42     | 2      |
| 2015-2016          | O. Lione           | L1                 | 34         | 2          | CF+CdL          | 2+2             | 0               | UCL                | 5                  | 1                  | SF          | 1           | 0           | 44     | 3      |
| 2016-2017          | O. Lione           | L1                 | 28         | 1          | CF+CdL          | 1+1             | 0               | UCL+UEL            | 3+2                | 1+1                | SF          | 1           | 0           | 36     | 3      |
| 2017-2018          | O. Lione           | L1                 | 24         | 0          | CF+CdL          | 3+1             | 0               | UEL                | 6                  | 0                  | -           | -           | -           | 34     | 0      |
| 2018-nov. 2018     | O. Lione           | L1                 | 4          | 0          | CF+CdL          | 0+0             | 0               | UCL                | 1                  | 0                  | -           | -           | -           | 5      | 0      |
| Totale O. Lione    | Totale O. Lione    | Totale O. Lione    | 161        | 7          |                 | 15              | 0               |                    | 35                 | 5                  |             | 2           | 0           | 213    | 12     |
| 2018-2019          | Nîmes              | L1                 | 24         | 2          | CF+CdL          | 1+0             | 0               | -                  | -                  | -                  | -           | -           | -           | 25     | 2      |
| 2019-2020          | Montpellier        | L1                 | 16         | 0          | CF+CdL          | 3+0             | 0               | -                  | -                  | -                  | -           | -           | -           | 19     | 0      |
| 2020-2021          | Montpellier        | L1                 | 34         | 0          | CF              | 4               | 1               | -                  | -                  | -                  | -           | -           | -           | 38     | 1      |
| 2021-2022          | Montpellier        | L1                 | 34         | 0          | CF              | 2               | 0               | -                  | -                  | -                  | -           | -           | -           | 36     | 0      |
| 2022-2023          | Montpellier        | L1                 | 34         | 1          | CF              | 1               | 0               | -                  | -                  | -                  | -           | -           | -           | 35     | 1      |
| 2023-2024          | Montpellier        | L1                 | 30         | 1          | CF              | 3               | 0               | -                  | -                  | -                  | -           | -           | -           | 33     | 1      |
| 2024-2025          | Montpellier        | L1                 | 25         | 0          | CF              | 1               | 0               | -                  | -                  | -                  | -           | -           | -           | 26     | 0      |
| Totale Montpellier | Totale Montpellier | Totale Montpellier | 173        | 2          |                 | 14              | 1               |                    | -                  | -                  |             | -           | -           | 187    | 3      |
| 2025-2026          | Sampdoria          | B                  | 0          | 0          | CI              | 1               | 0               | -                  | -                  | -                  | -           | -           | -           | 1      | 0      |
| Totale carriera    | Totale carriera    | Totale carriera    | 358        | 11         |                 | 31              | 1               |                    | 35                 | 5                  |             | 2           | 0           | 426    | 17     |

## Palmarès

### Club

#### Competizioni nazionali
- Supercoppa francese: 1

Olympique Lione: 2012